# ポーター (車両メーカー)

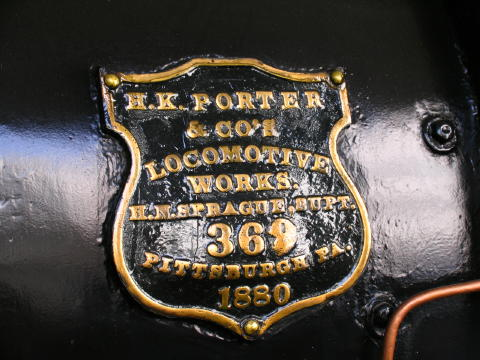
H. K. ポーターの銘板（国鉄7101号）

ポーター（英:H. K. Porter, Inc.）はアメリカ合衆国に存在した機関車メーカーの一つである。
1866年に創業し、約8,000両に及ぶ産業用の小型機関車を製造した。1950年に機関車の製造を終了したが、会社は現在でも産業機械の製造を続けている。
一級鉄道の機関車よりはるかに小型の機関車を製造したことで知られた。同社が製造した多くの機関車は、1人で操作できるくらい十分小さなものであった。ポーターはほとんど蒸気機関車を製造したが、ガソリン機関車、ディーゼル機関車、圧縮空気機関車（無火機関車）も製造した。これは鉱山の坑内でボイラー内で燃える石炭の煤煙も高圧蒸気の危険も伴わない機関車の運転を可能にした。

## 歴史
1866年、ヘンリー・カーク・ポーターはジョン・Y・スミスと一緒に合名会社を設立し、その会社をスミス・アンド・ポーターと呼んだ。2人はピッツバーグの28番街に小さな機械工場を開き、産業機械の修理と製造を始めた。ポーターは1867年3月4日に最初の機関車の注文を受け、ニューキャッスル鉄道鉱山会社に "Joshua Rhodes" を製造した。彼らは現在ミネソタ州ダルースのスペリオル湖交通博物館に動態保存されている "Minnetonka" を含む43両の機関車を製造した。
1871年2月7日に工場で火災が発生し、製造中の12両の機関車と工場、そして23か所の周辺の建物が焼失した。損害額は計20万ドルと推定され、合名会社は解散した。スミスはその後、のちにナショナル・ロコモティブ・ワークスとなったスミス・アンド・ドーソン・ロコモティブを設立した。ポーターはアーサー・W・ベルとともにポーター・ベルと呼ばれる新しい合名会社を設立し、ミシガン州のジャクソン・ファーナス会社向けに最初の機関車を製造した。ポーター・ベル社は第一に狭軌鉄道のために軽量の旅客用機関車と小型の貨物用機関車に範囲を広げ、アーサー・ベルが1878年5月に死去するまでに223両の機関車を製造した。
1878年、ヘンリー・カーク・ポーターは彼自身でH. K. ポーターとして事業を続けた。このときには、彼は頑丈で専門化された機関車の製造者としての評判を確立していた。彼は顧客の要求に適応するために様々な配置で組み合わせることのできる様々な大きさの交換可能な部品（ピストン、車輪、ボイラー）の設備を構築したので、機関車を早く効率的に注文に応じて製造することが可能であった。いくつかの最も基本的なデザインは在庫にあり、在庫から注文することが可能であった。
1890年、ポーターはペンシルベニア州の炭鉱で使用するため、同社の最初の圧縮空気機関車を製造した。圧縮空気機関車は2つの円柱形のタンクを備えており、蒸気の代わりにピストンを動かして使用した。これはボイラー内で燃える石炭の煤煙も高圧蒸気の危険も伴わない鉱山のトンネルの中での機関車運転を可能とした。ポーターは鉱山、工場、そしてニューオーリンズの軌道事業者に対してまで400両以上の圧縮空気機関車を製造し続けた。他のメーカーも圧縮空気機関車を製造していたが、1900年までにはポーターは圧縮空気機関車の市場の90%を占めた。
1899年、ヘンリー・ポーターは会社をH. K. ポーター株式会社として株式会社化した。彼は新しく拡大された工場をピッツバーグのハリソン通り49番地に建設した。1906年に製造された約400両の機関車によって生産は頂点に達した。
1911年、ポーターは同社初のガソリン機関車を製造し、1915年には同社初の無火機関車を製造した。これらは圧縮空気機関車よりもっと有用であることが証明され、ポーターはすぐにこのニッチ市場で優位を占めた。
1921年、ヘンリー・ポーターは81歳でまだ会社を経営していたが、4月10日に死去した。
1939年、長い衰退の後、ポーターは破産を宣告した。トーマス・メロン・エバンスはその会社を買い、それを好転させることを決めた。彼は他の製造会社も買い始め、彼の収集物に加えた。機関車の生産は第二次世界大戦中に再び増加し、会社は1942年に国への貢献として認められたが、大戦後すぐに蒸気機関車の需要が減り、ポーターは主としてエバンスが獲得した多くの子会社のための持株会社となった。
1950年、ポーターはブラジルの産業向けに自社としての最後の機関車を製造した。交換部品事業と必要な型はアイオワ州のダベンポート・ロコモティブ・ワークスに売却された。

## 日本への輸出

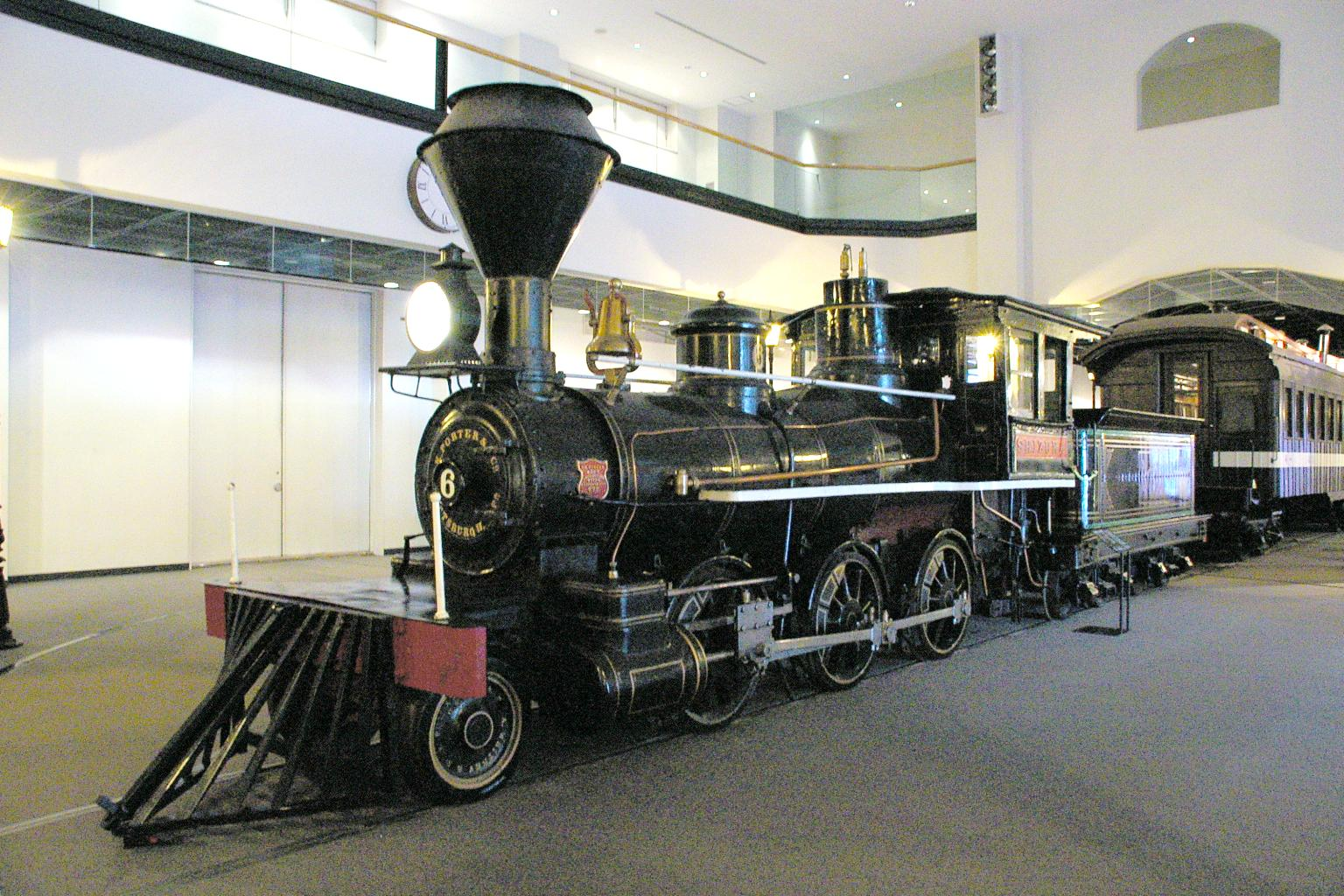
国鉄7100形7106号「しづか」

ポーターの日本への輸出実績は、1880年（明治12年）、北海道に初の鉄道（官営幌内鉄道）が開業する際に製造した7100形機関車が最初のものである。1889年（明治22年）までに8両が製造された。
これ以降は他の米国・英国・ドイツの大手メーカーに押され、一時期日本への輸出は途絶えた。しかし1900年以降、1923年頃までの間に、主に小規模な私鉄や軍工廠、工場の専用線、森林鉄道などを対象とした小型機関車を日本向けに多数輸出している。日本（内地）に輸出された両数は工事用、工場用などで記録が散逸したものが多く正確には不明であるが、20種類、50～60両以上と推定されている。輸入は浅野物産、三井物産、コーンズ商会などが取り扱っていた。これらの中には後年国有化により国鉄に編入されたものもあった。
またポーター製の機関車は取扱いの難しい特殊な機構を持たず構造が簡便であったことから、日本の多くの鉄道車両メーカーでポーター製の機関車を模倣した機関車が製造された。
1993年には、グアテマラや米国で運行されていた1909年製のポーターが輸入され、アイアンホース号と命名され小樽市総合博物館において動態展示されている。

### 主な納入先
- 官営幌内鉄道 1～8（国有化後7100形となる）
- 北海道炭礦鉄道7,A（国有化後4000形となる）
- 三井物産専用鉄道（苫小牧）（国有化後ケ500形となる）
- 小坂鉄道
- 塩原軌道
- 上野鉄道 以前は横浜港税関工事に使用されていたとされる
- 神中鉄道
- 淡路交通鉄道線
- 長州鉄道（国有化後1045形となる）
- 大湯鉄道（国有化後50形となる）